# Ivan od Charolaisa
Ivan od Charolaisa (fra. Jean de Charolais; 1283. — 1322.) bio je francuski plemić, lord (seigneur) ili barun Charolaisa i Saint-Justa koji se borio u ratovima u Flandriji. Znan je i kao Ivan od Clermonta (fra. Jean de Clermont).
Bio je sin princa Roberta Francuskog (sin kralja Luja IX. Svetog), koji je bio i grof Clermonta; Ivanova je majka bila dama Beatrica Burbonska, a stariji brat Luj I. Burbonski. Ivan je bio rođak kralja Filipa IV. Lijepog. Oko 1309. Ivan se oženio gospom Ivanom od Dargiesa i Catheuxa, koja je bila kći Renauda II. od Dargiesa i Catheuxa i njegove supruge, Agneze od Bruyèresa. Ivan i Ivana bili su roditelji kćeri Beatrice i Ivane (pokopana u Boulogne-sur-Meru), žene grofa Ivana I. od Auvergnea.
Pokopan je u Lyonu, ali su njegove kosti kasnije prenijete u Pariz.